# Eraclide Pontico
Eraclide Pontico (in greco antico: Ἡρακλείδης ὁ Ποντικός?, Herakléidēs ho Pontikós; Eraclea Pontica, 385 a.C. – Atene, 322 a.C. o 310 a.C.) è stato un filosofo e astronomo greco antico, contemporaneo di Eudosso di Cnido.
Accettando la tesi già affermata da Iceta di Siracusa, sostenne che le stelle non giacessero su una sfera che ruotava attorno alla Terra, ma che il loro moto apparente fosse il risultato della rotazione diurna della Terra.

## Biografia
Figlio di Eutifrone, Eraclide proveniva da una famiglia nobile e ricca di Eraclea Pontica, una città greca sulla costa meridionale del Mar Nero e che proclamava la sua discendenza da uno dei fondatori della città.
La sua data di nascita si può dedurre dal suo rapporto con i vari membri dell'Accademia - fu probabilmente discepolo di Platone, che lo inviò a Colofone a procurarsi le opere di Antimaco - e dalla sua affermazione che fu testimone della distruzione della città di Elice in Acaia ad opera di un terremoto (373 a.C.). Tra l'altro, sono noti aneddoti per cui era vestito riccamente, molto grasso e signorile, il che gli valse il soprannome Pompikos ("signorile, magnifico") invece di Pontikos da parte degli Ateniesi.
Alla morte di Speusippo (339 a.C.), Eraclide era uno dei candidati a succedergli, ma Senocrate vinse per una manciata di voti, dopodiché Eraclide tornò nella sua città natale, dove morì qualche tempo dopo.

## Opere
Eraclide fu autore di dialoghi - per noi quasi completamente perduti - di dialettica, etica, storia letteraria e filologia, ponendosi come uno scrittore molto versatile e assai prolifico per ciò che concerne la filosofia, la matematica, la musica, la grammatica, la fisica, la storia e la retorica.
Diogene Laerzio ce ne fornisce l'elenco completo:
- Opere etiche: 
  - Sulla giustizia, I-III (Περὶ δικαιοσύνης γʹ)
  - Sulla temperanza (Περὶ σωφροσύνης)
  - Sulla pietà (Περί εὐσεβείας)
  - Sul coraggio (Περὶ ἀνδρείας)
  - Sulla virtù (Περὶ ἀρετῆς)
  - Sulla felicità (Περὶ εὐδαιμονίας)
  - Sul governo (Περὶ τῆς ἀρχῆς)
  - Sulle leggi
  - Sui nomi (Περὶ ὀνομάτων)
  - Concordanze (Συνθῆκαι )
  - Sull'involontarietà
  - Sull'amore e Clinia
- Opere fisiche: 
  - Sulla ragione (Περὶ νοῦ)
  - Sull'anima (Περὶ ψυχῆς)
  - Sulla natura (Περὶ φύσεως)
  - Sulle immagini (Περὶ εἰδώλων)
  - Contro Democrito (Περὶ Δημόκριτον)
  - Sui fenomeni celesti (Περὶ τῶν οὐρανῶν)
  - Sulle cose sotterranee (Περὶ τῶν ἐν Ἅιδου)
  - Sui vari tipi di vita, I-II (Περὶ βίων β′)
  - Sulle cause dei morbi (Αἰτίαι περὶ νόσων)
  - Del bene
  - Contro le dottrine di Zenone (Πρὸς τὰ Ζήνωνος)
  - Contro le dottrine di Menone

- Opere di grammatica e letteratura: 
  - Sull'epoca di Omero ed Esiodo, I-II (Περὶ τῆς Ὁμήρου καὶ Ἡσιόδου ἡλικίας βʹ)
  - Su Archiloco e Omero, I-II Περὶ Ἀρχιλόχου καὶ Ὁμήρου βʹ)
  - Su passaggi in Euripide e Sofocle, I-III (Περὶ τῶν παρ' Εὐριπίδῃ καὶ Σοφοκλεῖ γʹ)
  - Sulla musica, I-II (Περὶ μουσικῆς βʹ)
  - Soluzioni di aporie omeriche, I-II (Λύσεων Ὁμηρικῶν βʹ)
  - Sui teoremi (Θεωρηματικὸν)
  - Sui tre poeti tragici (Περὶ τῶν τριῶν τραγῳδοποιῶν)
  - Caratteri (Χαρακτῆρες )
  - Su poesia e poeti (Περὶ ποιητικῆς καὶ τῶν ποιητῶν)
  - Sulla congettura (Περὶ στοχασμοῦ)
  - La previsione (Προοπτικὸν)
  - Esposizione di Eraclito, I-IV (Ἡρακλείτου ἐξηγήσεις δʹ)
  - Esposizioni contro Democrito (Πρὸς τὸν Δημόκριτον ἐξηγήσεις)
  - Soluzione di problemi eristici, I-II (Λύσεων ἐριστικῶν βʹ)
  - Proposizioni logiche (Ἀξίωμα)
  - Sulle specie (Περὶ εἰδῶν)
  - Ammonimenti (Λύσεις)
  - Replica a Dionisio (Πρὸς Διονύσιον)
- Opere retoriche: 
  - Sul parlare in pubblico, o Protagora (Περὶ τοῦ ῥητορεύειν ἢ Πρωταγόρας)
  - Sulla storia (Ἱστορικά)
  - Sui Pitagorici (Περὶ τῶν Πυθαγορείων)
  - Sulle scoperte (Περὶ εὑρημάτων)

## Pensiero
Come i pitagorici Iceta di Siracusa ed Ecfanto, Eraclide ritenne che l'apparente moto giornaliero degli astri si dovesse alla rotazione della Terra sul suo stesso asse una volta al giorno. Questa opinione contraddiceva il modello aristotelico dell'universo per cui la Terra era immobile al centro dell'universo, le stelle fisse si muovono all'unisono attorno alla terra e i pianeti (stelle "erranti") si muovono ognuno di un moto proprio.  Anche se alcuni storici hanno proposto che Eraclide insegnasse che Venere e Mercurio ruotano intorno al Sole, un accurato esame delle fonti ha stabilito che «da nessuna parte nella letteratura antica è riportato che in Eraclide Pontico vi sia un chiaro elemento che faccia pensare a un suo sostegno a un qualsiasi tipo di visione eliocentrica».
Pare che Eraclide fosse anche interessato all'occulto. Si concentrò in particolare sulla spiegazione degli stati di trance, delle visioni, delle profezie (viste come punizioni degli dei) e della reincarnazione.
Particolarmente importante per gli storici, infine, è la sua nota affermazione secondo cui Roma era una città greca.